# Thi thoại
Thi thoại là thể loại phê bình thơ mang tính chất tuỳ bút, "nhàn đàm" về thơ. Chu Ngạn thi ngoại (Nam Tống) viết: "Thi thoại là thể loại chuyên phân định cách viết câu thơ, tập hợp tài liệu cổ kim, ghi nhận đức độ, chép lại truyện lạ, đính chính những chỗ sai lầm". Thể loại này cho phép nhà bình thơ có thể bình luận tự do, không gò bó vào một khuôn khổ nào, từ thẩm bình một câu, một chữ, đến bàn luận các vấn đề hệ trọng của văn học, dài ngắn tuỳ ý.
Thể loại thi thoại bắt đầu với Lục Nhất thi thoại của Âu Dương Tu (1007 – 1072) phát triển cho đến thời cận đại Trung Quốc với Ẩm Băng Thất thi thoại của Lương Khải Siêu (1873 – 1929), đã tạo thành một truyền thống thẩm bình thi ca hùng hậu. Chỉ riêng đời Tống đã có trên 140 tập thi thoại khác nhau. Ở Việt Nam cũng có người viết theo thể loại này, ví dụ: Thương Sơn thi thoại của Tùng Thiện Vương, Chương Dân thi thoại của Phan Khôi, Úc Viên thi thoại của Đông Hồ, Trường Xuyên thi thoại của Quách Tấn,... Chuyện thơ của Hoài Thanh. Mục Sổ tay người yêu thơ trên báo thực chất cũng là một thứ thi thoại. Phong cách bình thơ của ta cũng chịu ảnh hưởng sâu sắc của truyền thống thi thoại Trung Hoa.